# 美國亞裔社團聯合總會
美國亞裔社團聯合總會（Asian American Community Empowerment，簡稱亞總會）成立於2013年，為非牟利機構，由七個僑團組織創辦。現任主席為陳善莊。

## 概況
美國亞裔社團聯合總會原名“布碌崙亞裔社團聯合總會”（BRACE），2016年因亞總會無分地域地做公益，舊名稱或造成歧義，經社團大會決議後更名為“美國亞裔社團聯合總會”。

## 社會公益
至創會起，亞總會與美國香港總商會及美華總商會每年在布碌崙舉辦中秋慶祝活動並向街坊耆老派發月餅。
2018年承辦“2018領事服務進社區進校園”活動協助紐約老華僑申辦健在證明。

## 近況
目前已有超過七十個組織加盟總會，擁有近萬成員。
紐約州參議院點名讚揚美國亞裔社團聯合總會為社區所作的貢獻。

## 社會運動
2023年3月31日凌晨，主席陳善莊穿著社團外套於紐約曼哈頓中城的樂天紐約皇宮酒店（Lotte New York Palace）前參與統派抗議活動反對蔡英文訪美，並稱蔡英文為賣國賊。

## 外部連結
- 亞總會網頁 （页面存档备份，存于）